# Purin
Purin (R) ist ein heterobicyclisches aromatisches Amin mit vier Stickstoffatomen. Purin ist der Grundkörper der Stoffgruppe der Purine.

## Darstellung und Gewinnung
Das unsubstituierte Purin kommt in der Natur nicht vor. Die erste Darstellung gelang Emil Fischer 1884 durch das Erhitzen von Harnsäure. Die Herstellung erfolgt durch die Umsetzung von Aminoacetonitril mit Formamid bzw. in abgewandelter Form aus Phthalimidoacetonitril und Trisformaminomethan. Eine weitere Herstellung ist in einer auf Wilhelm Traube basierenden Synthese aus 4,5-Diaminopyrimidin und wasserfreier Ameisensäure möglich.

## Eigenschaften

### Physikalische Eigenschaften
Purin bildet farblose Kristalle, die bei 217 °C schmelzen. Es kristallisiert in einem rhombischen Kristallgitter. Für die feste Verbindung wurde eine Verbrennungsenthalpie von −2708 kJ·mol−1 bestimmt. Die entsprechende Bildungsenthalpie beträgt 169,4 kJ·mol−1.

### Chemische Eigenschaften
Das Molekül kann als kondensiertes Ringsystem, zusammengesetzt aus den beiden Heterocyclen Pyrimidin (rot) und Imidazol (grün), aufgefasst werden. Deshalb lautet sein systematischer Name 7H-Imidazo[4,5-d]pyrimidin.

Purin-Grundgerüst (9H-Isomer)

Das 7H-Purin steht mit seinem Isomer, dem 9H-Purin, in einem tautomeren Gleichgewicht.

Tautomerie des Purins

## Abgeleitete Verbindungen

### Purin-Alkaloide
Vom Grundgerüst des Xanthins leiten sich auch einige Alkaloide ab, die Purinalkaloide:
| Name        | Grundstruktur                     | R1   | R2   | R3   |
| ----------- | --------------------------------- | ---- | ---- | ---- |
| Koffein     | Strukturformel der Purinalkaloide | –CH3 | –CH3 | –CH3 |
| Theobromin  | Strukturformel der Purinalkaloide | –H   | –CH3 | –CH3 |
| Theophyllin | Strukturformel der Purinalkaloide | –CH3 | –CH3 | –H   |